# Pseudoligosita gerlingi
Pseudoligosita gerlingi är en stekelart som först beskrevs av Gennaro Viggiani 1972.  Pseudoligosita gerlingi ingår i släktet Pseudoligosita och familjen hårstrimsteklar. Inga underarter finns listade i Catalogue of Life.